# 1939 год в науке
В 1939 году были различные научные и технологические события, некоторые из которых представлены ниже.

## События
- 1 января — Уильям Хьюлетт и Дэйв Паккард основали Hewlett-Packard, впоследствии крупнейшую компанию, работающую в области информационных технологий.
- 26 января — на знаменитой конференции по теоретической физике в Вашингтоне Нильс Бор объявил об открытии деления урана.
- 29 января — в СССР испытана ракета 212 класса «Земля — Земля», разработанная под руководством С. П. Королёва[1].

## Достижения человечества

### Открытия
- Альфред Нир открыл Уран-234[2]

### Изобретения
- Эдвин Армстронг изобрёл FM-радио
- Игорь Сикорский изобрёл первый вертолёт массового производства (первый полёт произошёл 14 сентября)
- Лютер Джордж Симьян изобрёл банкомат

## Награды
- Медаль Копли: Томас Хант Морган
- Медаль Уолластона в геологии: Фрэнк Доусон Адамс[англ.]
- Нобелевская премия
  - Физика: Эрнест Орландо Лоуренс «за изобретение и создание циклотрона, за достигнутые с его помощью результаты, особенно получение искусственных радиоактивных элементов»
  - Химия: Адольф Фридрих Иоганн Бутенандт «за работы по половым гормонам» и Леопольд Ружичка «за работы по полиметиленам и высшим терпенам»
  - Физиология и медицина: Герхард Домагк «за открытие антибактериального эффекта пронтозила»

## Родились
- 22 июня — Ада Йонат.
- 30 сентября — Жан-Мари Лен.
- 7 декабря - Майкл Хьюсон Кроуфорд.

## Скончались
- 3 марта — Димитрие Герота, румынский учёный-медик, доктор медицины. Член-корреспондент Румынской академии.
- 23 ноября — Александр Александрович Иванов, российский (советский) астроном, астрометрист, член-корреспондент АН СССР.